# 工藤啓子
工藤 啓子（くどう けいこ、1958年3月27日 - ）は、日本の女優。本名は菅原 啓子。

## 来歴・人物
愛知県名古屋市出身。出生地は長野県。南山大学卒業。大学卒業後上京し、文学座附属演劇研究所に入所。
同所卒業後、一時名古屋へ戻り、CBC制作のドラマ『炎の河』でデビュー。再び上京した後は文学座、九プロダクション、番衆プロダクション、野間事務所を経て、清野事務所に所属。
特技は英会話、独語、エアロビクス、日本舞踊。趣味は水泳。テニス、ボクシングも良くしていた。
身長162cm。体重48kg。

## 出演

### 映画
- 宇宙怪獣ガメラ（1980年） - ギルゲ 役 ※デビュー作
- ヨコハマBJブルース（1981年）
- あぶない刑事（1987年）

### テレビドラマ
- Gメン'75 第232話「幽霊殺人」（1979年） - ナース
- 噂の刑事トミーとマツ 第1シリーズ
  - 第23話「男ならトミコぬきで勝負しろ!」（1980年）
  - 第51話「どじどじコンビと恐怖の女すり団」（1980年）
  - 第62話「キャッ! 水曜日の切り裂き魔」（1981年）
- 警視-K 第10話「いのち賭けのゲーム」（1980年）
- 大捜査線→大捜査線シリーズ 追跡（1980年）
  - 第25話「可愛いあの娘が死んだ」
  - 第33話「恋人よ! ダンシング・オールナイト」
- 走れ!熱血刑事 第23話「おかしなおかしな目撃者!」（1981年） - バーのママ
- 骨肉の森（1981年）
- プロハンター（1981年）
  - 第5話「サタデー・ナイト・スペシャル」
  - 第23話「旅芸人の唄」
- ポーラテレビ小説 / 愛をひとつまみ（1981年）
- 太陽にほえろ!
  - 第485話「ウサギとカメ」（1981年） - 雅子（古沢美津子の友人）
  - 第585話「ボギー名推理」（1984年）
  - 第637話「模擬訓練」（1985年） - 浅子（池内麗子の友人）
  - 第669話「刑事にだって秘密はある!」（1985年） - 高村の息子の妻
  - 第686話「俺の相棒」（1986年） - 矢野いずみ
  - 第701話「ヒロイン」（1986年） - 甲坂光恵
- 同心暁蘭之介 第38話「葵小僧始末」（1982年）
- 土曜ワイド劇場
  - 妹を犯した男（1982年）
  - 女子医大生 父娘心中（1983年）
  - 抱かれた男の謎（1983年）
  - 京都見合い旅行殺人事件（1991年）
- ライオン劇場 / 男と女のクラス会（1984年）
- 痛快!婦警候補生やるっきゃないモン! 第24話「ヒョッとして、卒業!?」（1984年）
- 転校少女Y（1984年） - 金子かおる
- 私鉄沿線97分署
  - 第23話「走れ! ポリボックス・カー!!」（1985年）
  - 第88話「女ごころは真珠のピアス!」（1986年）
- 水曜ロードショー / 俺たちの旅 十年目の再会（1985年）
- 誇りの報酬 第7話「女を追うなら徹底的に」（1985年） - 証言者（ホステス）
- 京都サスペンス / 二夜の女（1988年）
- 長七郎江戸日記 第2シリーズ 第23話「苦死を落とした女」（1988年） - おしん
- 女ねずみ小僧 第7話「千両富は殺しの番号」（1989年） - おうさ
- はぐれ刑事純情派 第4シリーズ 第4話「馬券を買う人妻」（1991年）
- 火曜サスペンス劇場
  - 弁護士・朝日岳之助 第3作「殺意の法廷」（1991年）
  - 夜の事情（1994年）
  - 刑事・鬼貫八郎 第6作「十六年目の殺人」（1996年）
- 法医学教室の事件ファイル 第3話「死体現象の謎?! 新妻の復讐」（1992年） - 鶴見千鶴 役
- 特選! 黒のサスペンス /  闇から来た少女（1993年10月11日、関西テレビ）
- 木曜劇場 / 明るい家族計画（1995年）
- ウルトラマンティガ 第39話「拝啓ウルトラマン様」（1997年） - ニュースキャスター
- うしろの百太郎（1997年 - 1998年）
- 愛の劇場 / 新・天までとどけ3（2002年）

### オリジナルビデオ
- トワイライトミステリー 悪夢×2（1991年）
- 麗霆゛子 レディース!!（1994年） - 栄子

### 舞台
- 耳に蚤

### CM
- NTT伝言ダイヤル

### ラジオ
- 乱れからくり
- 我らが仲間